# Silva Jardim
Silva Jardim is een gemeente in de Braziliaanse deelstaat Rio de Janeiro. De gemeente telt 22.158 inwoners (schatting 2009).
De gemeente grenst aan Araruama, Cachoeiras de Macacu, Casimiro de Abreu, Nova Friburgo en Rio Bonito.

## Geboren in Silva Jardim
- Jorge Mendonça (1954-2006), voetballer